# 临济录
臨濟录全名《镇州临济慧照禅师语录》，是一本禪宗典籍，是唐代禪宗高僧臨濟宗的创始人臨濟義玄的言行记录。由临济义玄的弟子三圣慧然编集。中国和日本历代再三出版，日本人称之为“语录之王”。柳田圣山在《坐禅的哲学》中说“《临济录》表现了禅思想的极致。”铃木大拙在《临济的基本思想》中说“‘人’的概念是全书的关键，也是真正禅宗精神的核心。”是“被许多人看作我们现有的最优秀的禅宗论著。”
義玄生前已經出名，投到門下的弟子與參禪者日多。義玄鑑於當時禪宗盛行抄寫語錄和迷信語錄的風氣，一再告誡僧眾不要這麼做。然而，弟子中仍有人把它上堂宣講的禪話和平時應參禪者的質詢所做的答話記錄下來，甚至做了整理，目的不外乎為了隨時參閱。這些禪話就是臨濟錄。